# Refugio Nacional de Vida Silvestre de Ash Meadows

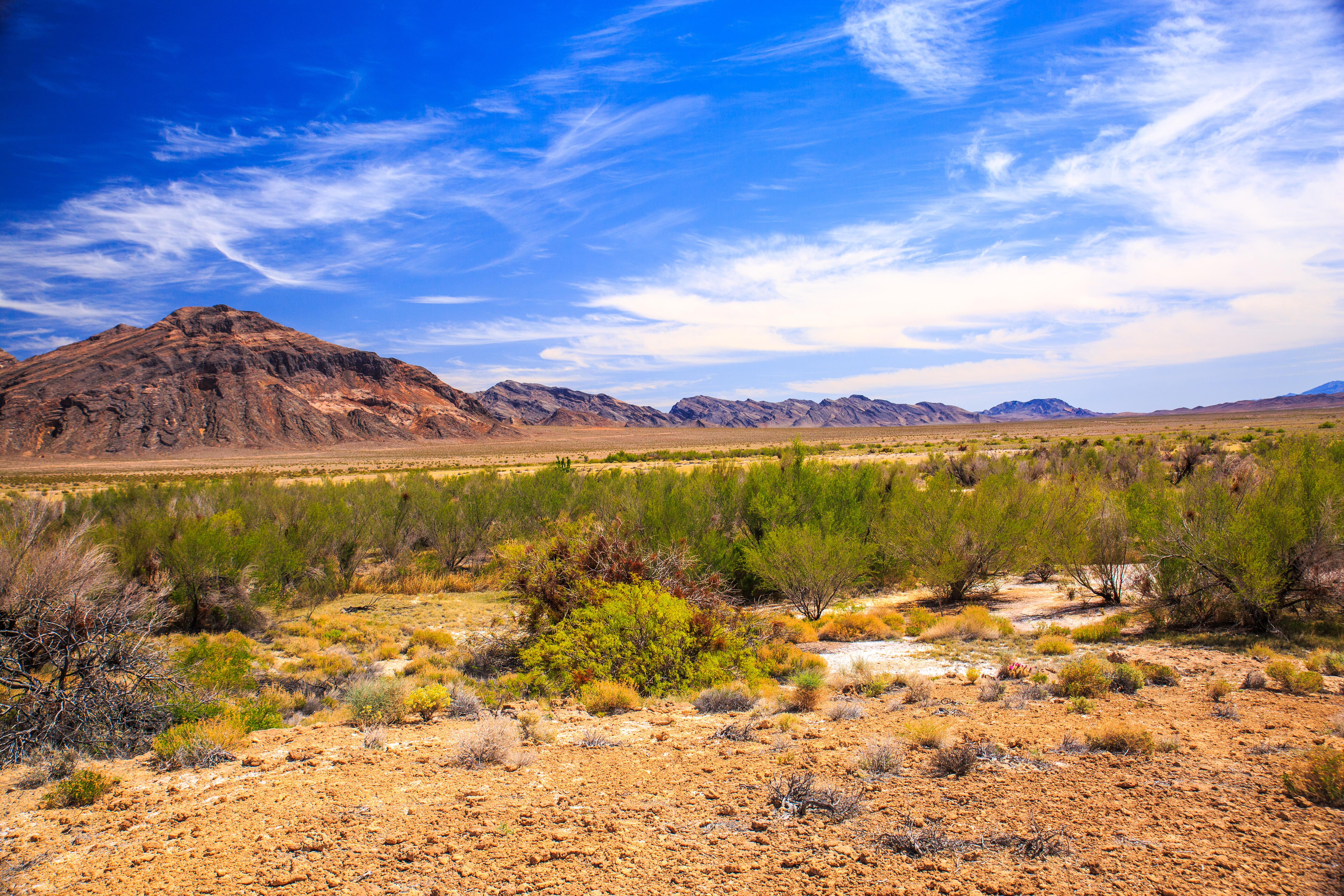
Refugio Nacional de Vida Silvestre de Ash Meadows.

El Refugio Nacional de Vida Silvestre de Ash Meadows es un refugio de vida silvestre protegido y administrado por el Servicio de Pesca y Vida Silvestre de los Estados Unidos, situado a unos 90 km al nornoroeste de Las Vegas (Nevada), en el sur del Condado de Nye. Este refugio de 9.300 hectáreas forma arte del amplio Complejo del Refugio de Vida Silvestre de "Desert", que incluye además el Refugio Nacional de Vida Silvestre de "Desert", el Refugio de Vida Silvestre de Moapa Valley, el Refugio de Vida Silvestre de Pahranagat y el parque natural y Refugio de Vida Silvestre de Amargosa.
El refugio fue creado para ofrecer un hábitat para al menos unos 26 animales y plantas endémicas que no se encuentran en ninguna otra parte del mundo. Unos cuatro peces y una planta se hallan actualmente en peligro de extinción. Esta concentración de vida indígena es una de las características principales que distingue al Refugio de Ash Meadows del resto, ya que posee la mayor concentración de vida endémica que cualquier otra región local de Estados Unidos y es el segundo refugio más grande de toda América del Norte.
- Datos: Q724643
- Multimedia: Ash Meadows National Wildlife Refuge / Q724643